# Ultimatum Chruszczowa
Ultimatum Chruszczowa – wystosowane w 1958 i ponownie w 1961 r. przez Nikitę Chruszczowa ultimatum pod adresem mocarstw zachodnich dotyczące statusu Berlina Zachodniego.
Bezpośrednią przyczyną wystąpienia Nikity Chruszczowa – ówczesnego I sekretarza KC KPZR – z ultimatum, była zaostrzająca się sytuacja demograficzna w NRD. W latach 1949–1961 uciekło na zachód do RFN przez Berlin Zachodni około 2,7 mln Niemców z NRD – było to o tyle niebezpieczne zjawisko, iż w przeważającej mierze na ucieczkę do Niemiec zachodnich decydowały się osoby młode i wykwalifikowane.
Pogłębiająca się dysproporcja zaludnienia pomiędzy wschodnią a zachodnią częścią Niemiec – w przyszłości – mogła skutkować kryzysem demograficznym, któremu trzeba było przeciwdziałać.
W tym celu Chruszczow (27 listopada 1958 r.) wystosował do mocarstw zachodnich noty dyplomatyczne, których treść wzywała Stany Zjednoczone, Wielką Brytanię oraz Francję do przekształcenia Berlina Zachodniego w wolne miasto pod rygorem odstąpienia ZSRR od wszystkich umów międzynarodowych gwarantujących zachodniej części Berlina jego dotychczasowy status.
Ów status polegał na tym, iż Berlin Zachodni był podzielony na 3 strefy okupacyjne: amerykańską, brytyjską, francuską – na którym to obszarze stacjonowały garnizony mocarstw zachodnich.
Funkcjonowały również na jego terytorium pochodzący z wolnych wyborów Senat jako organ władzy wykonawczej, Izba Deputowanych jako organ władzy ustawodawczej oraz niezależne sądownictwo.
Ultimatum zostało odrzucone przez mocarstwa zachodnie.
Ultimatum zostało ponowione przez Chruszczowa 4 czerwca 1961, co doprowadziło do kryzysu berlińskiego.